# Seeburg (Baixa Saxônia)
Seeburg é um município da Alemanha localizado no distrito de Göttingen, estado da Baixa Saxônia.
Pertence ao Samtgemeinde de Radolfshausen.